# Запілля (Мостовський район)
Запілля (біл. Заполле) — село в Дубненській сільраді Мостовського району Гродненської області Республіки Білорусь.
Знаходиться за 7 км від Мостів, за 56 км від Гродно, на трасі Р41 (Слонім — Поріччя). Річка Dubnitsa протікає через Запілля, 2.5 км від річки Німану .
У селі є магазин, амбулаторія, МТФ «Заполле». Біля села знаходиться залізнична зупинка Заполле.

## Історія
Відоме з XVI століття як село. Описано в «книжках переписувача Гродненського господарства» 1558 р. Koniuchi . В цей час село складалося з трьох частин. Кожна з частин мала 22 ділянки.
Згідно з рукописними документами, село було спалено на початку XVIII століття під час Північної війни. Жителі переїхали на нове місце, яке розташовувалося біля річки Дубниці, побудували там нові особняки. У селі жили державні селяни. У 1795 році Катерина II подарувала Запілля (105 душ чоловічої та жіночої статі) державному раднику Шніцу. У ХІХ — на початку ХХ століття — село Дубенської волості Гродненського повіту, належало до Дубенської православної парафії.
З березня 1921 року входив до складу Гродненського повіту Білостоцького воєводства Польської Республіки . В результаті Пакта Молотова — Ріббентропа у 1939 році вона перейшла до складу БРСР. З 12 жовтня 1940 р. — у Дубенській сільській раді. Під час Німецько-радянський війни з червня 1941 року по 14 липня 1944 року, окупованого німецько -фашистськими загарбниками, 57 жителів воювали на фронті, 29 з них загинули. .

## Населення
- XIX століття : 1886 рік — 68 дворів, 584 жителів.
- XX століття : 1905 р. — 1241 житель; 1921 р. — 661 житель; 1959 рік — 882 жителі; 1970—782 жителі.
- XXI століття : 2001—180 дворів, 370 жителів; 2009 рік — 265 жителів; 2019—219 жителів.